# Kaffebladsrost
Kaffebladsrost (Hemileia vastatrix) är en svampart som beskrevs av Berk. & Broome 1869. Hemileia vastatrix ingår i släktet Hemileia, ordningen Pucciniales, klassen Pucciniomycetes, divisionen basidiesvampar och riket svampar.   Inga underarter finns listade i Catalogue of Life.
Kaffebladsrost angriper kaffeplantans blad och orsakar en växtsjukdom som kan ge svåra skador på kaffeskördarna. Svampen ledde till att kaffeodlarna på Ceylon tvingades överge kaffeodlingen och kaffebladsrosten har numera spridit sig till Centralamerika.

## Källor

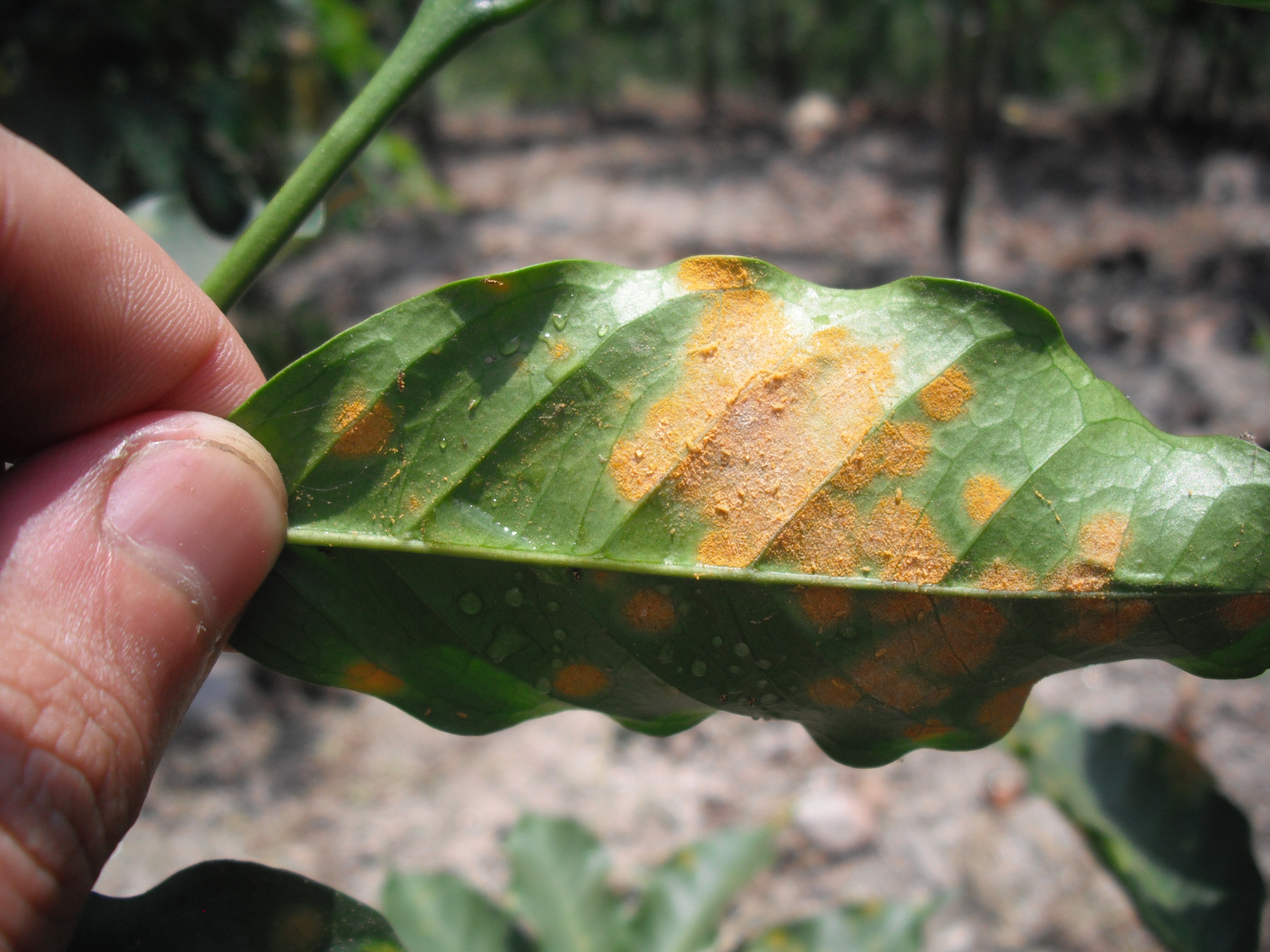